# Hassan Fakhro
Hassan Abdullah Fakhro war von 2002 bis 2014 Minister für Industrie und Handel des Golf-Königreiches Bahrain.

## Familie
Hassan Fakhro stammt aus einer wohlhabenden, Hawala-Handel betreibenden Familie. Sein Vorfahre Abdul Rahman Fakhro gründete 1888 das Familienunternehmen Fakhro Group, welches von Hassan Fakhros Großvater Yusif bin Abdul Rahman und dessen fünf Söhnen ab den 1930er Jahren in ein Handelsimperium überführt wurde, das neben Bahrein auch nach Indien und Irak expandierte. Es wird von Hassan Fakhros Bruder Isam geleitet, der seit 2005 außerdem Vorsitzender der Handelskammer ist.

## Werdegang
Nach der schulischen Ausbildung in Bahrain und anschließend in Beirut begann Hassan Fakhro in England zu studieren und erwarb nacheinander den Bachelor, Master und Doktorgrad. Er hat auch verschiedene Abschlüsse von Wirtschaftsstudiengängen in den USA.
Anschließend arbeitete er in Bahrain und in den USA in der Ölindustrie, bevor er den von der Regierung des Golfstaates den Auftrag erhielt, die Bahrain National Oil Company (Banoco) aufzubauen. Außerdem installierte er die Bahrain National Gas Company (BANAGAS) und war über mehrere Jahre ihr Direktor. Des Weiteren war er an der Gründung der Gulf Petrochemical Industries Company (GPIC) beteiligt. Er war Mitglied des Aufsichtsrates der Intoil E.C., Intoil Inc. samt den zur Intoil-Gruppe zählenden Unternehmen in den USA, ist Vorsitzender der Bahrain Convention & Exhibition Authority (der Messebehörde von Bahrain) und Mitglied des Bahrain Economic Development Board.
2002 wurde Fakhro zum Minister für Industrie und Handel bestellt. Er gehörte dem im April 2003 eingerichteten Kabinett unter Staatsoberhaupt Hamad bin Isa Al Chalifa und Premierminister Chalifa bin Salman Al Chalifa an. 2006 half er dabei, ein Freihandelsabkommen mit den USA auszuhandeln. Im Dezember 2014 übernahm Zayed al-Zayani das Amt des Ministers für Industrie und Handel. Seitdem ist Fakhro unter anderem als Berater des Königs in wirtschaftlichen Angelegenheiten tätig.